# Розбіг
«Розбіг» — радянський фільм 1982 року режисера Геннадія Глаголєва

## Сюжет
Фільм-біографія з документальної повісті Ярослава Голованова «Корольов» про юнацькі роки Сергія Павловича Корольова.

## В ролях
- Володимир Баранов — Сергій Корольов
- Тетяна Вороніна — Ляля
- Олександр Уточкін — Жорка
- Валентина Шендрікова — Марія Миколаївна, мати Сергія Корольова
- Олександр Голобородько — Баланін
- Олександр Фатюшин — Алатирцев
- Віктор Михайлов Олександр Григорович Олександров, директор профбудшколи
- Ірина Челнокова — Наташа
- Євгенія Воробйова — Ліда
- Борис Батуєв — Костя Беренс
- Валерій Зінов'єв — Назарковський
- Валерій Бассель — Фаєрштейн
- Віктор Піменов — Шляпніков
- Ігор Тільтіков — вчитель

## Знімальна група
- Режисер — Геннадій Глаголєв
- Сценаристи — Ярослав Голованов, Борис Лобков
- Оператор — Вадим Авлошенко
- Композитор — Геннадій Банщиков
- Художник — Олександр Денисюк, Михайло Безчастнов